# Don Hewitt
Donald Shepard „Don” Hewitt (n. 14 decembrie 1922, New York City, New York, SUA – d. 19 august 2009, Bridgehampton⁠(d), Suffolk, New York, SUA) a fost un jurnalist american. El este cel mai bine cunoscut pentru că a fost creatorul programului CBS 60 Minutes.

## Carieră
Hewitt a început la CBS News în 1948 și a lucrat ca producător și regizor cu Douglas Edwards timp de paisprezece ani. De asemenea, a fost primul regizor al filmului See It Now, coprodus de gazda Edward R. Murrow și Fred W. Friendly, care a început în 1951. În 1956, Hewitt a fost singurul care a surprins pe film ultimele momente ale SS Andrea Doria în timp ce acesta s-a scufundat și a dispărut sub apă.
A regizat producția de televiziune a primei dezbateri prezidențiale din SUA din 1960 dintre senatorul John F. Kennedy și vicepreședintele Richard M. Nixon, pe 26 septembrie 1960, la studiourile CBS din Chicago. Acestea au fost primele dezbateri televizate între candidații la președinție. Mai târziu a devenit producător executiv al CBS Evening News cu Walter Cronkite, conducând celebra emisiune despre asasinarea lui John F. Kennedy pe măsură ce povestea se desfășura.
Apoi a lansat emisiunea 60 Minutes, câștigătoare a premiului Emmy.
Hewitt a fost o figură cheie în emisiunea de televiziune din 1996 a unui documentar despre scandalul industriei tutunului care a implicat compania de tutun Brown & Williamson, în care programul a raportat despre acuzațiile denunțului Jeffrey Wigand. Scandalul a fost inspirația pentru filmul din 1999 The Insider, în care Hewitt a fost interpretat în film de Philip Baker Hall.
Scăderea ratingurilor pentru 60 Minutes a contribuit la retragerea lui Hewitt din funcția de producător executiv al emisiunii, în ciuda veniturilor anuale estimate la peste 20 de milioane de dolari.